# Bristol Theseus
Le Bristol Theseus était un turbopropulseur britannique, conçu à la fin de la Seconde Guerre mondiale et qui ne fut jamais produit en série.

## Historique
Turbopropulseur d'une puissance légèrement supérieure à 2 000 ch, le Theseus fut la première tentative de conception d'un turbomoteur de la compagnie Bristol Aero-Engines Limited. Une caractéristique nouvelle fut l'emploi d'un échangeur de chaleur pour transférer la chaleur perdue par l'échappement à la sortie du compresseur. Le moteur fut cependant rapidement dépassé par le concept du Proteus, plus puissant, et la seule utilisation importante du moteur fut faite sur les deux exemplaires de développement du Handley Page Hermes 5.
Le moteur fut démarré pour la première fois le 18 juillet 1945. Après avoir accompli 156 heures d'essais au sol et avoir reçu un certificat de la part du Ministry of Supply (en) britannique (MoS) le 28 janvier 1947, deux exemplaires du moteur furent installés dans les nacelles extérieures d'un quadrimoteur Avro Lincoln pour effectuer des essais en vol. Après plusieurs essais au sol et des essais de roulage à grande vitesse, le Lincoln prit l'air pour la première fois le 17 février 1947.
Étant l'un des premiers turbomoteurs à être doté d'une hélice reliée à une turbine libre, le Theseus fut également le premier turbopropulseur au monde à passer des tests pour obtenir un certificat de type, en janvier 1947.

## Caractéristiques
Le Theseus était un turbopropulseur de conception moderne pour son époque, avec une hélice entraînée par une turbine libre indépendante à un étage. Le générateur de gaz, c'est-à-dire la partie assurant la combustion du mélange air/carburant, était constitué d'un compresseur mixte, à 8 étages axiaux et un centrifuge, l'ensemble étant suivi ou non, selon les versions, d'un échangeur de chaleur qui prélevait de la chaleur dans la turbine pour la renvoyer dans l'air comprimé en sortie du compresseur. La turbine du générateur de gaz était, elle, axiale à 2 étages.
L'hélice était maintenue à vitesse constante par un contrôleur qui se chargeait de maintenir un rapport de 1,12 : 1 entre la turbine du compresseur et celle de l'hélice. La puissance totale produite par le moteur était équivalente à 2 800 ch (2 087,96 kW) à une vitesse de rotation de 8 200 tr/min au niveau de la mer. Cette puissance était répartie entre 2 200 ch sur l'arbre et une poussée résiduelle en sortie de turbine d'environ 3,67 kN.
La puissance en vol de croisière était de 1 500 ch (1 118,55 kW) à 8 200 tr/min et à une altitude de 20 000 pieds (6 096 m).

## Versions
- Theseus Series Th.11 : Version sans échangeur de chaleur ;
- Theseus Series Th.21 : Version avec échangeur de chaleur.

## Applications
- Avro Theseus Lincoln (essais uniquement)
- Handley Page Hermes 5[6]